# Fente de dessiccation

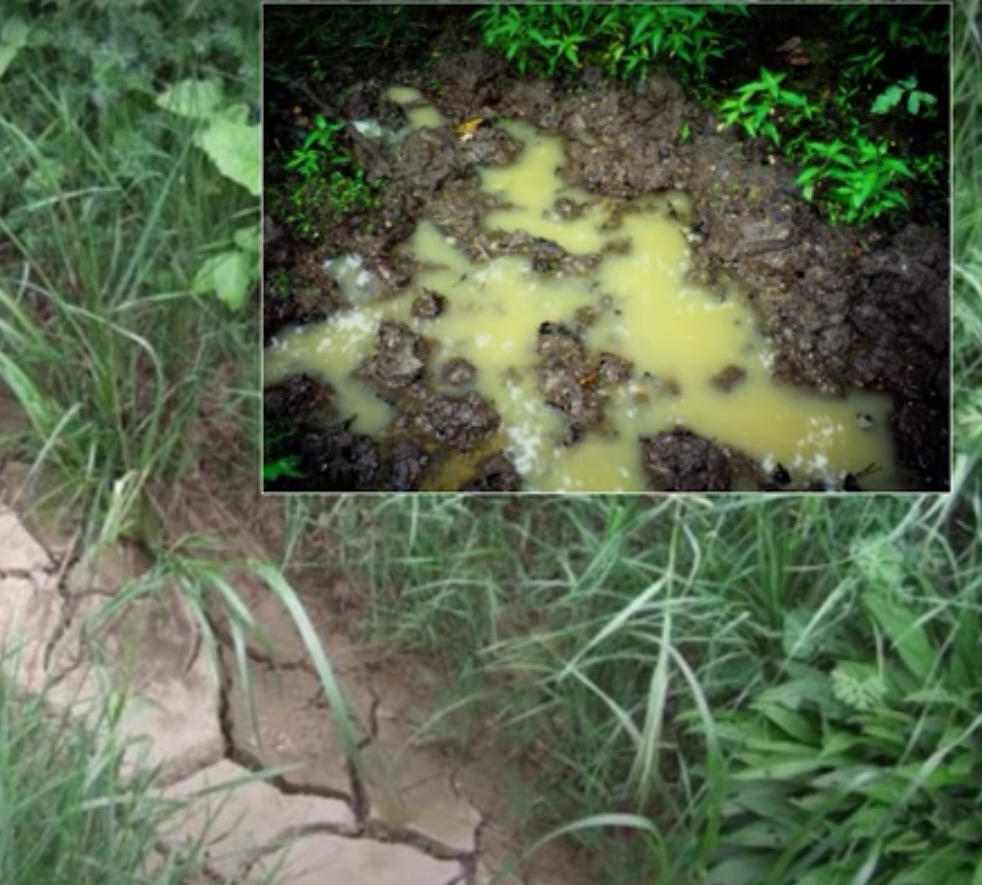
Dans une rigole, un fossé ou une ornière, lorsque les colloïdes du sol sont à l'état dispersé, un lessivage oblique intense qui entraîne par ruissellement des eaux ces éléments colloïdaux, donne un jus laiteux opalescent. Ce liquide correspond à une eau qui se charge de boue blanchâtre (couleur due à la diffusion de la lumière par des colloïdes argileux) ou ochracée en raison de la présence de colloïdes organique (photo du dessus). Quand cette eau boueuse sèche, la pâte visqueuse devient de plus en plus dense et collante. Elle se rétracte d'une façon caractéristique qui met en place un réseau de craquelures plus ou moins polygonal.

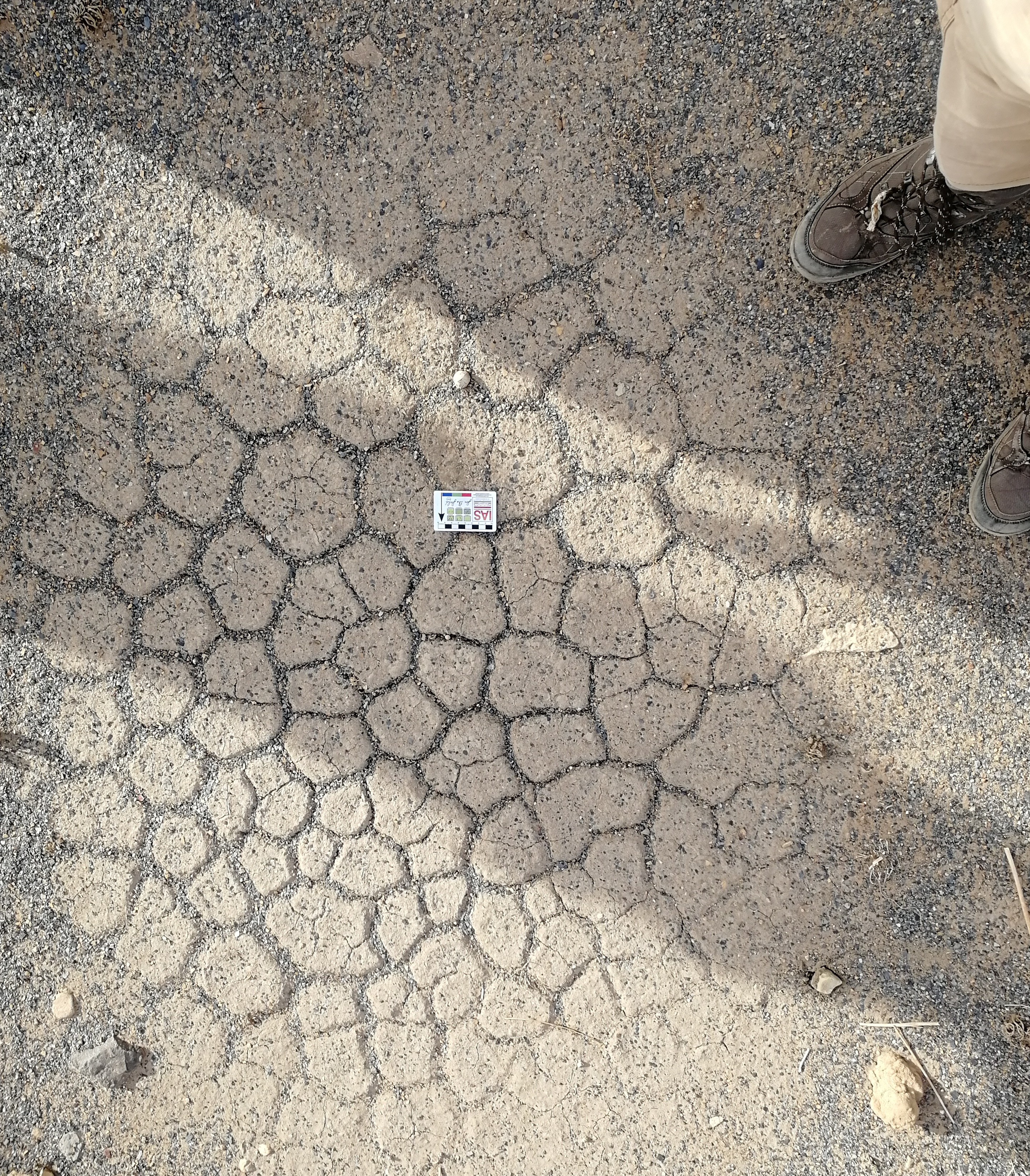
Fentes de dessiccation modernes.

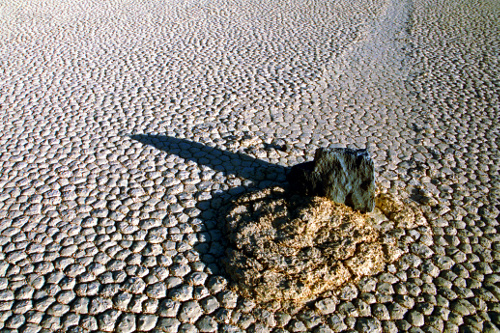
Fentes de dessiccation et pierres mouvantes, Racetrack Playa, Death Valley National Park, Californie.

Une fente de dessiccation, appelée aussi fente de retrait, fissure de contraction  ou mudcrack (« crevasse de boue ») est une structure sédimentaire formée lorsqu'un sédiment argileux se dessèche et se contracte du fait de la réduction de sa teneur en eau par évaporation. Cette fissure habituellement béante, formant un réseau polygonal (d'où son nom de polygone de dessiccation), peut atteindre plusieurs centimètres de large et quelques mètres de profondeur.
Les fissures de dessiccation se développent dans des matériaux cohésifs, telle les boues courantes, qui subissent un retrait en cas de perte d'eau ;on ne peut pas s'attendre à ce que les matériaux granulaires non adhérents, tels que le sable, présentent des fissures de retrait. Des fentes de dessiccation profondes se développent dans les vasières supratidales dans la mesure où elles ne sont que rarement inondées par les marées, ce qui laisse le temps aux sédiments de sécher. On en trouve également dans le lit asséché des rivières, au fond des marais asséchés (durant l'assec) ou des lacs asséchés.

## Formation

### Environnement
Les fentes de dessiccation se forment lors de la déshydratation (dessiccation) d'un sédiment argileux humide. Une perte de volume et donc une contraction s'opère avec la diminution de la teneur en eau. Une contrainte est développée car la couche supérieure se contracte en séchant tandis que le matériau sous-jacent reste de la même taille. Lorsque cette contrainte devient suffisamment importante, des fissures se forment dans la surface asséchée. Les fissures individuelles se propagent et se rejoignent pour former un réseau polygonal interconnecté. Ces fissures peuvent ensuite être remplies de sédiments et former des moulages des fentes de dessiccation originales,.

### Géométrie
Les intersections orthogonales peuvent avoir une orientation préférentielle ou être orientées de façon aléatoire. Dans le cas des fissures orientées, les fissures sont généralement complètes (sont connectées) et se lient les unes aux autres formant des formes polygonales irrégulières. Dans les fissures orthogonales aléatoires, les fissures sont incomplètes et non orientées, elles ne se connectent donc pas et ne forment aucune forme générale. Les fissures non orthogonales inachevées se forment en étoiles à au moins trois branches ouvrant trois fissures. Dans les fissures non orthogonales complètes, le motif est géométrique et forme de petites tuiles de forme polygonale au motif répétitif.

## Préservation

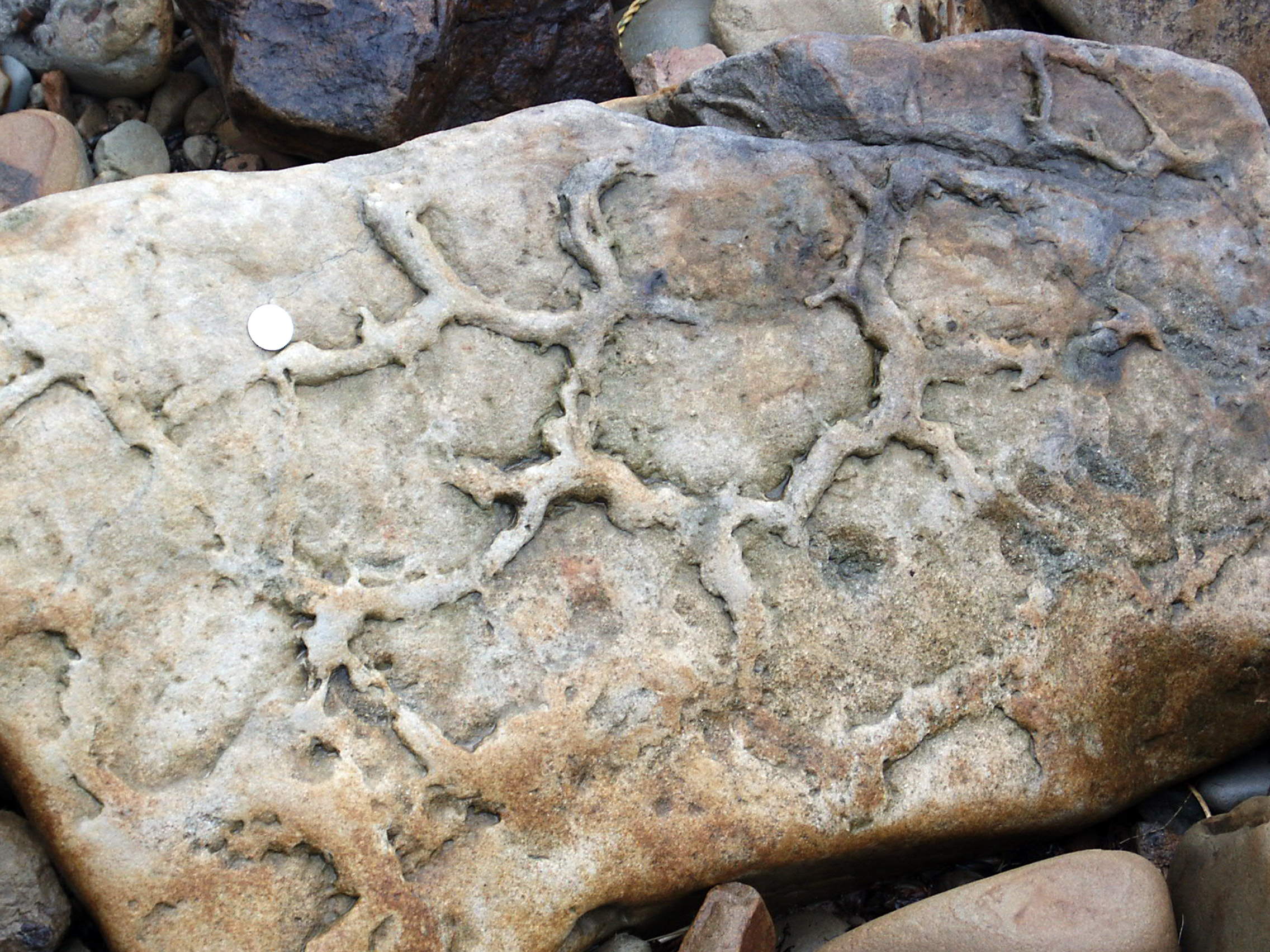
Moule externe de fentes de dessiccation à la base d'un banc de grès.

Les fentes de dessiccation peuvent être préservées à la surface du sédiment original ou à la base de la strate sus-jacente. Lorsqu'elles sont conservées au sommet d'un banc, les fissures conservent l'état qu'elles avaient lors de leur formation. Lorsqu'elles sont préservées à la base d'une couche, les fissures sont préservées sous la forme d'un moule externe des fentes originales, comblées par des sédiments plus jeunes et forment généralement une structure saillante à relief positif (image ci-contre). La préservation de fentes de dessiccation en base de banc est possible lorsque des fissures déjà formées et complètement sèches sont recouvertes de sédiment frais et humide avant d'être enfouies. Avec la diagnénèse, le nouveau sédiment humide est poussé plus profondément dans les fissures, où il sèche et durcit. Lorsque ces roches sont exposées à l'érosion, les fissures originales préservées dans l'argile s'érodent en général plus rapidement que le matériau plus récent ayant rempli les vides,.  
Les fentes de dessiccation fossiles peuvent être utilisées pour déterminer l'orientation verticale d'échantillons de roche altérés par pliage ou faille.